# Bogdan Nicolescu
Bogdan Nicolescu, né le 3 janvier 1997, à Bucarest, en Roumanie, est un joueur roumain de basket-ball. Il évolue au poste d'ailier.

## Palmarès
- Champion de Roumanie 2016
- Champion d'Europe des 20 ans et moins Division B 2017